# CBC Television
CBC Television è la principale rete televisiva pubblica canadese di proprietà della Canadian Broadcasting Corporation.

## Storia
CBC Television offre una programmazione di 24 ore di notizie, sport, intrattenimento e programmi per bambini, nella maggior parte dei casi la stessa programmazione alla stessa ora locale a livello nazionale, fatta eccezione per la Newfoundland Time Zone (UTC-3:30), dove la programmazione avviene con trenta minuti di ritardo.
Alle 6:00 del 9 ottobre 2006, il canale è passato ad una programmazione di 24 ore, diventando uno degli ultimi canali in lingua inglese principali a farlo. In precedenza, la maggior parte dei canali di proprietà della CBC interrompevano le trasmissioni nelle ore del mattino (tipicamente dall'1:00 alle 6:00). Invece delle televendite trasmesse dalla maggior parte dei canali privati, o del simulcast di CBC Newsworld, CBC utilizza la notte per trasmettere repliche di notiziari, programmi, film ed altre trasmissioni dell'archivio della CBC. Tuttavia, il corrispettivo francese, Ici Radio-Canada Télé, continua ad interrompere le trasmissioni ogni notte.
Benché storicamente vi siano state delle differenze di programmazioni regionale, col tempo questa differenziazione si è ridotta a circa trenta-sessanta minuti giornalieri, normalmente legati alla trasmissioni dei notiziari locali.
Sino alla fine di metà anni novanta, il network trasmetteva un gran numero di programmi di provenienza statunitense al fianco della principale programmazione canadese, in diretta concorrenza con le emittenti private canadesi come CTV e Global. In seguito, la programmazione si è ristretta alle sole trasmissioni canadesi, ad una manciata di programmi britannici ed a qualche film. Dal momento di questo cambiamento, la CBC ha avuto a volte difficoltà a mantenere gli stessi ascolti di quelli raggiunti prima del 1995. Soltanto negli ultimi anni, alcune serie di successo come Little Mosque on the Prairie e The Border hanno aiutato a risollevare gli ascolti del canale come non accadeva da circa dieci anni.
Nel 2002, la CBC Television e CBC Newsworld sono diventati i primi canali televisivi in Canada ad applicare sottotitoli all'intera programmazione dei due canali. Su entrambi i canali, soltanto gli spot pubblicitari non utilizzano sottotitoli. Tutti i programmi, i trailer, i promo le anteprima sono sottotitolate. L'esigenza è nata in seguito ad una denuncia dell'avvocato Henry Vlug, portavoce dei diritti dei sordi canadesi che è stata risolta nel 2002.